# Boys Like Girls
Boys Like Girls — поп-панк и пауэр-поп группа, сформированная в 2005 году.
Группа из Бостона, штат Массачусетс.
Она возглавляла «Top Unsigned Artist» чарты на PureVolume, даже не записав дебютного альбома.
22 августа 2006 года выпустили первый одноимённый альбом Boys Like Girls, записанный на лейбле Columbia Records/Red Ink. Первый сингл этого альбома Hero/Heroine занял 43 строчку на US Billboard Hot 100. Второй сингл The Great Escape занял 23 строчку на US Billboard Hot 100. Третий сингл Thunder занял 76 строчку на US Billboard Hot 100. А сам альбом занял 55 место на Billboard 200 и возглавил первую строчку US Heat Chart. Альбом был признан Платиновым в США. 17 марта 2007 года группа была названа «Группой Года» читателями известного журнала Spin.
8 сентября 2009 года Boys Like Girls выпустили свой второй альбом Love Drunk. Первый сингл Love Drunk занял 22 строчку Billboard Hot 100.
В течение многих месяцев формирования состава, группа успела окончить общенациональный тур вместе с Cute Is What We Aim For, Hit the Lights, Бутчем Уокером и сформироваться до нынешнего состава.

## Формирование и дальнейшее развитие

### Ранние годы (2005-2006)
В 2005 году Мартин Джонсон (вокалист) написал пару текстов к песням, которые он хотел записать. Для осуществления своей цели он позвал Брайана Донахью (бас-гитара), ударника Джона Киф и Пола ДиДжиованни (ритм-гитара). Несколько месяцев спустя Киф и ДиДжованни узнали, что они дальние родственники. С их помощью он и записал две песни — The Great Escape и Thunder, которые вскоре загрузил на PureVolume. Чуть позже группа выбрала название — Boys Like Girls. К концу года группа возглавила чарты Top Unsigned Artists. За это время группа уже успела дать концерты, с такими группами как Cute Is What We Aim For, Hit the Lights и All Time Low.
В 2006 году популярность группы привлекла внимание агента Мэтта Галле и продюсера Мэтта Сквайра, которые начали сотрудничество с Boys Like Girls. При их полной поддержке Boys Like Girls отправились в свой первый общенациональный тур с A Thorn for Every Heart, Hit the Lights и Keating в конце февраля 2006 года. После этого группа сразу же приступила к работе на студии звукозаписи вместе со Сквайром, чтобы записать свой дебютный альбом для Columbia Records / Red Ink. Во время работы на студии Сквайр познакомил группу с другими своими подопечными — Cute Is What We Aim For, которые предложили Boys Like Girls участие в их предстоящем туре в качестве «разогрева». После записи альбома Boys Like Girls отыграли в туре Cute Is What We Aim For в июне, а также две недели с Бутчем Уокером в конце июля. В перерывах между турами группа сняла первое музыкальное видео на сингл «Hero/Heroine».

### Первый альбом (2006—2009)
22 августа 2006 группа выпускает свой первый одноимённый дебютный альбом — ‘Boys Like Girls’. Который был признан «Золотым» в США.
На период апреля 2007 года альбом был продан более 200 000 копий в США. Хотя, как следует из названия, песни о мальчиках, любящих девочек, явно преобладают в альбоме, Джонсон поднимал и другие темы: борьбу матери с раком, уход из дома и беспризорные подростки.
В середине 2006 года группа впервые выступила на ежегодном фестивале Vans Warped Tour, а 31 июля 2006 года группа достигла первого места на шоу MTV Total Request Live. В следующем месяце, 20 августа 2006 года, участники Boys Like Girls Джонсон и ДиДжованни отыграли частное шоу на радиостанции 105.1 The Buzz, где объявили, что выступят с пятью концертами в Японии и отметили как Good Charlotte повлияла на их карьеру. А уже в конце следующего года группа дала концерт с Good Charlotte для новоорлеанской радиостанции B97 "The Night B97 Stole Christmas".
2007 год группа начала с короткого тура с Self Against City, после чего группа присоединилась к Cobra Starship, поддержав их двухмесячный тур Cartel в феврале. В перерывах между выпуском второго сингла альбома «The Great Escape» (достиг 9-го места в Pop 100), выступления на шоу Джимми Киммела 22 февраля 2007 года и первого попадания в чарт Billboard 200 в апреле 2007 года, Boys Like Girls отыграли первые концерты за рубежом во время канадского этапа североамериканского тура с Hellogoodbye и британского фестиваля Give It A Name 2007.
В начале 2007 года вышел их сингл «The Great Escape», который сразу же вошёл в десятку чарта Pop 100. 11 сентября 2007 года группа выпустила акустический сет «AOL’s Sessions Under Cover», содержащий так же «The Great Escape», «Thunder» и кавер-версия «Let Go», записанная совместно с «Frou Frou». В этом же году группа делила сцену с такими группами, как Cute Is What We Aim For, Kids in Glass Houses, Valencia, We the Kings, You Me at Six и The Red Jumpsuit Apparatus. Также группа была на разогреве у Аврил Лавин в 2008 году во время Best Damn Tour по большей части Северной Америки.
В середине 2008 года Boys Like Girls гастролировали с Good Charlotte, The Maine и Metro Station во время Soundtrack of Your Summer Tour. Тур начался в Саут-Хейвене, штат Миссисипи, с концерта под названием Red White and Boom, организованного Q107.5 3 июня 2008 года. 4 июля 2008 года они играли в Пиджен-Фордж, штат Теннесси, на концерте Starjam, вместе с Metro Station, Good Charlotte, Ace Young и Menudo. Два месяца спустя, 5 августа 2008 года, Boys Like Girls и Metro Station выступили вместе в Six Flags St. Louis в Миссури. В перерывах между турами они работали вместе с поп-певицей Nickelodeon Мирандой Косгроув над её дебютным альбомом, выпущенным в 2009 году.
В 2008 году в Интернет просочились несколько композиций группы, которые, как утверждалось, войдут в новый альбом группы. Фанаты выпустили EP под названием Heavy Heart  из этих пяти демо-песен, которые не попали в первый альбом группы. Ни одна из них не появилась в их втором альбоме.
Boys Like Girls поддержали Fall Out Boy в их туре по Великобритании в октябре, вместе с You Me at Six. Месяц спустя дебютный DVD группы, Read Between the Lines, был выпущен 4 ноября 2008 года. В январе 2009 года Boys Like Girls гастролировали по Великобритании при поддержке Metro Station и Every Avenue.

### Второй альбом:Love Drunk(2009—2010)
Джонсон объявил на своем веб-сайте, что группа начала записывать свой новый альбом 10 февраля 2009 года. Половина работы проходила в Ванкувере, а вторая — в Нью-Йорке с двумя разными продюсерами/продюсерскими командами, в двух разных средах и были вдохновлены двумя разными стилями. В 2009 году группа отправилась в осенний тур с Cobra Starship, A Rocket to the Moon, The Maine и VersaEmerge. Этот тур, известный как «The Op Tour», стартовал 14 октября с первого шоу в Буффало, Нью-Йорк.
18 июня Boys like Girls подтвердили, что второй альбом получит название Love Drunk. Он был официально выпущен 8 сентября 2009 года. 24 июня 2009 года группа выпустила свой первый сингл, заглавный трек альбома. В клипе «Love Drunk» снялась актриса и певица Эшли Тисдейл. Четвёртая песня из альбома Love Drunk — «Two Is Better Than One» — о давних отношениях Джонсона с его девушкой, была написана совместно с Тейлор Свифт. Это была уже вторая работа с известной певицей, до этого их совместный трек «You'll Always Find Your Way Back Home» стал саундтреком к фильму «Ханна Монтана: Кино». Также существовала «Deluxe Version» альбома, которая содержала 3 бонус-трека; «Love Drunk (Acoustic)», «Heart Heartbreak (Acoustic)» и ремикс Марка Хоппуса на «Love Drunk». За первую неделю было продано более 41 000 копий оригинального альбома, что позволило ему занять 8-е место в Billboard 200.
Для своего последнего сингла Heart Heart Heartbreak Boys Like Girls сняли видео. 13 февраля группу пригласили на эфир VH1Top Twenty Countdown, чтобы расспросить об их хит-сингле Two is Better Than One, который занял 8-е место в чарте, которое продержалось там 8 недель подряд.
15 августа 2009 года группа наряду с The All-American Rejects, Hoobastank, Raygun, Kasabian, Пикси Лотт и малайзийской певицей Мишей Омар, выступила на самом первом в Азии концерте MTV World Stage Live, который состоялся в Малайзии. В марте 2010 года Boys Like Girls выступили на некоторых концертах Hedley вместе со Stereos и FeFe Dobson, во время их тура по всей Канаде. Также Boys Like Girls были одним из хедлайнеров The Bamboozle Roadshow 2010, который проходил с мая по июнь 2010 года. Там они выступали на одной сцене с All Time Low, Third Eye Blind и LMFAO, а также другими группами: 3OH!3, Good Charlotte, Forever The Sickest Kids, Cartel и Simple Plan. А Мартин Джонсон и Пол ДиДжованни исполнили небольшое камео в клипе Good Charlotte «Like It's Her Birthday», вместе с Джоном О'Каллаганом и Кеннеди Броком из The Maine.

### Перерыв и сольные проекты (2010-2011)
Через год после выхода второго студийного альбома группы Love Drunk, в Интернете стали появляться слухи о том, что группа в настоящее время пишет новый материал для своего предстоящего третьего студийного альбома. 1 сентября 2010 года группа опубликовала видео на своем официальном аккаунте на YouTube, объявив, что они возвращаются в студию, чтобы «немного подготовиться и записать» альбом No 3. 17 декабря 2010 года Джонсон подтвердил, что песни, которые будут включены в предстоящий альбом, написаны и что группа в настоящее время записывает демо в студии с продюсером Мэттом Сквайром, с которым группа работала над своим первым альбомом Boys Like Girls.
Однако, в начале 2011 года начали распространяться слухи о том, что Boys Like Girls распались, без каких-либо официальных новостей от группы, её членов или управленческой команды. У них не было запланированных концертов, и хотя они говорили поклонникам, что с сентября находятся в студии, это оказалось ложью. Барабанщик Джон Киф попробовал опровергнуть все слухи о распаде группы, но вместе с остальной частью группы не сделал ни одного заявления, в котором говорилось бы, что они всё ещё работают вместе.
В феврале 2011 года стало известно, что участники группы работают над собственными проектами. Джонсон записывал в студии сольный материал и готовится к летнему туру, в котором планировал исполнять свои собственные песни. Он работал с продюсерами Джоном Фельдманом и Томми Брауном, который ранее работал с Black Eyed Peas. Бас-гитарист Донахью продолжил развивать свой сайд-проект Early Morning Blues вместе с гитаристом Полом ДиДжованни. А тот, в свою очередь, открыл свой собственный бренд одежды под названием «Black Carbon Custom», управлением которым занимается сам.
В июне 2011 года Джонсон дебютировал с несколькими песнями своего «сольного материала» на Kiss FM. Он также заявил, что группа вынуждена взять «неопределённый перерыв», предоставляя достаточно времени для сольных проектов участников. У [Брайана / Пола] тур в конце года в составе «Early Morning Blues», а сам Джонсон должен закончить свой сольный альбом, которому осталось добавить последние штрихи. Джонсон также подтвердил, что собирается выступать и гастролировать под своим собственным именем «Мартин Джонсон».

### Уход Брайана Донахью иCrazy World
В ноябре 2011 года Мартин написал в Твиттере, что на следующий день он опубликует новое видео, которое позже сопровождалось хештегом «...#boyslikegirlsisback». Позже стало известно, что группа начинает подготовку к записи третьего студийного альбома вместе с фронтменом в Лос-Анджелесе. 19 ноября 2011 года на официальном канале группы в YouTube появилось ещё одно видео, подтверждающее, что Boys Like Girls в настоящее время записывают новый альбом. Но без басиста группы Брайана Донахью. Он с сожалением покинул группу, поскольку был слишком занят другими своими проектами (Early Morning Blues иThe Tower and the Fool), что не способствовало прогрессу Boys Like Girls.
С декабря 2011 года в соцсетях группы стали появляться сообщения, свидетельствующие о планомерной подготовке к записи нового альбома. Так, в канале на YouTube появилось видео с записи сессии трио в студии Sound Factory в Лос-Анджелесе, а фронтмен Мартин загрузил фотографию в своём аккаунте Instagram с рукописным текстом новой композиции под названием «Be Your Everything». За ними последовали и другие сообщения. Джонсон заявлял, что песня «Be Your Everything», скорее всего, будет выпущена в качестве первого сингла в новом альбоме, который пока не имеет названия. 17 мая 2012 года название альбома и дата его выхода были рассекречены: Crazy World должен был увидеть свет осенью 2012 года. В мае 2012 года группа подтвердила эти сведения. Мартин и гитарист Пол также озвучили названия некоторых композиций альбома: «Be Your Everything», «Cheated», «Stuck in the Middle», «Leaving California», «Shoot», «Crazy World», «Take Me Home», «Red Cup, Hands Up, Long Brown Hair», «Life of the Party», «Hey You» & «The First Time». Группа также сделала небольшое объявление о том, что Морган Дорр, который участвует с ними в турне, станет постоянным басистом группы.
17 июля был выпущен EP «Crazy World», содержащий три композиции («Be Your Everything», «Life of the Party» и «The First Time») с предстоящего полноформатного альбома с тем же названием. В сентябре 2012 года группа начала турне по США в Нью-Гемпшире с The All American Rejects, в котором также участвовали группы  Parachute и The Ready Set. Этот двухмесячный общенациональный тур, от восточного побережья до западного, положил начало возвращению группы на сцену. В выступлениях музыканты использовали в основном часть своего старого материала вместе с песнями из EP «Crazy World».
После выхода Crazy World был снят видеоклип на песню «Be Your Everything», а также выпущено лирическое видео на песню «Life of the Party». Пол объявил, что группа не планирует снимать больше музыкальных клипов на композиции из альбома Crazy World.
В августе 2016 года группа отправилась в турне, чтобы отпраздновать десятилетний юбилей своего дебютного альбома.
В 2017 году в интервью New York City Monthly о своём проекте The Night Game Джонсон заявил, что группа не распалась и может продолжить писать и записываться.

## Музыкальный стиль и влияние
Среди коллективов, оказавших влияние на группу, по словам самих музыкантов, есть различные современные, эмо-поп, панк и альтернативные рок-группы, такие как Jimmy Eat World, Blink-182, Secondhand Serenade, Relient K, The Academy Is... и Dashboard Confessional. Эти тенденции отчетливо слышны в гитарной игре и барабанах, но влияние панк-рока гораздо менее очевидно в том, что касается вокальных паттернов и лиризма. Учитывая характерные тенор-вокальные мелодии Джонсона, всестороннее звучание группы ориентировано на альтернативный радио-рок конца 90-х, по аналогии с Vertical Horizon, Goo Goo Dolls и Eve 6.

## Критика
В то время как онлайн-сообщество короновало Boys Like Girls «Fall Out Boy 2006-го» (в связи с коммерческим успехом альбома поп-панк-группы From Under the Cork Tree), продажи первого альбома были менее убедительными. Несмотря на рекламные заголовки на первых полосах музыкальных изданий и главных страницах музыкальных порталов (например, в Spin «Artist of the Day» или Absolutepunk.net «Featured Band» и «Absolute Exclusive: Album Leak»), Boys Like Girls продали всего 1 472 единицы в течение первой недели продаж, тем самым не сумев попасть в чарт Billboard 200. Тем не менее, непрерывные гастроли и продакшн помогли пластинке войти в чарт под 179 номером в апреле 2007 года. Альбом продолжал набирать популярность, когда сингл «The Great Escape» поднялся в чартах и в конечном итоге достиг 55-го места в августе 2007 года. От выпадения из чарта Billboard 200, альбом спасло переиздание сингла «Hero/Heroine», которое вернуло альбом на 61-е место и вскоре после этого он был сертифицирован золотым.

## Дискография
- 2006 год — Boys Like Girls[англ.]
- 2008 год — Heavy Heart
- 2009 год — Love Drunk[англ.]
- 2012 год — Crazy World[англ.]

## Состав группы

### В настоящее время
- Мартин Джонсон — вокал, ритм-гитара (2005 — наше время)
- Пол ДиДжиованни (Paul DiGiovanni) — соло-гитара, бэк-вокал (2005 — наше время)
- Джон Киф (John Keefe) — ударные (2005 — наше время)

### Бывшие участники
- Брайан Донахью (Bryan Donahue) — бас-гитара, бэк-вокал (2005—2011)